# HD 142527
HD 142527 — тройная звезда в созвездии Волка на расстоянии приблизительно 513 световых лет (около 157 парсеков) от Солнца. Возраст звезды определён как около 3,09 млн лет.
У звезды обнаружены объект Хербига — Аро и протопланетный диск. В системе также открыты два массивных потока вещества, формирующихся благодаря воздействию двух планет-гигантов.

## Характеристики
Первый компонент (WDS J15567-4219A) — жёлто-белая звезда спектрального класса F6III, или F7III, или G0. Видимая звёздная величина звезды — +5,2m. Масса — около 2,2 солнечной, радиус — около 9,997 солнечных, светимость — около 11,136 солнечных. Эффективная температура — около 5321 K.
Второй компонент — красный карлик спектрального класса M. Масса — около 86,98 юпитерианских (0,083 солнечной). Удалён на 1,958 а.е..
Третий компонент (WDS J15567-4219B) — красный карлик спектрального класса M5-M7. Видимая звёздная величина звезды — +10m. Масса — не более 0,26 солнечной, радиус — около 0,15 солнечного. Эффективная температура — в среднем около 2840 K. Орбитальный период — 35-137 лет. Удалён на 0,073 угловой секунды (11,4 а.е.).

## Описание

Схема звёздных систем, похожих на HD 142527.

HD 142527 принадлежит к редкому типу звёзд, имеющих объект Хербига — Аро. Подобные объекты представляют собой небольшие участки туманностей, живущих короткое по астрономическим меркам время: всего лишь несколько тысяч лет. Они существуют у молодых, недавно сформировавшихся звёзд. HD 142527 же чрезвычайно молодая звезда: её возраст составляет около 1 миллиона лет. Помимо объекта Хербига — Аро, у звезды существует протопланетный диск массой 15 % массы Солнца и диаметром 980 а. е. В составе диска японскими астрономами были обнаружены частицы льда.
В начале 2013 года была опубликована статья астрономов, работающих с телескопом ALMA в Чили, в которой говорится об открытии двух массивных потоков вещества в системе HD 142527. Вещество, состоящее из пыли и газа, переносится от периферии к центру благодаря гравитационному взаимодействию с двумя планетами-гигантами, которые имеют массу в несколько раз больше, чем масса Юпитера. Таким образом, потоки представляют собой своеобразные «насосы», перекачивающие вещество с края системы к центру, «подпитывая» звезду. Сами планеты зарегистрировать пока не удалось из-за плотной пелены газа, однако предложенная астрономами модель хорошо описывает их существование.